# Guts (album d'Olivia Rodrigo)
Albums de Olivia Rodrigo
SOUR
(2021)
Singles
1. Vampire
Sortie : 30 juin 2023
2. Bad idea, right?
Sortie : 12 août 2023
3. Get him back!
Sortie : 15 septembre 2023

Guts (stylisé en majuscules) est le deuxième studio de l'interprète américaine Olivia Rodrigo le 8 septembre 2023 chez Savary Records. L'album est écrit par Olivia Rodrigo et le producteur Dan Nigro. Guts engendre trois singles. Le premier single, Vampire, sortie le 30 juin 2023. Il fait ses débuts au sommet du Billboard Hot 100, marquant pour Olivia. Son deuxième single n°1 aux États-Unis, Bad idea, right?, sort le 11 août 2023. Il atteint le top 10 aux États-Unis et au Royaume-Uni. Pour soutenir Guts, Olivia Rodrigo Lance le Guts World Tour en 2024.
Semblable à son prédécesseur, Guts est largement acclamé par la critique, qui loue le chant, l'écriture et la production.

## Contexte
Le 21 mai 2021, Olivia Rodrigo sort son premier album studio, Sour, qui connait un énorme succès commercial. Produit par Dan Nigro, il est devenu l'album le plus écouté en 2021 et offre à Rodrigo trois Grammy Awards, dont celui du meilleur nouvel artiste. Elle se lance dans le Sour Tour, qui comprend 48 date à travers l'Amérique du Nord et l'Europe, au printemps 2022. En août 2021, Rodrigo annonce que son prochain album serait probablement « beaucoup plus heureux » que son premier. Dans une interview avec Billboard en février 2022, elle confirme que Nigro reviendra en tant que producteur et qu'elle a un titre et « quelques chansons » prêtes,. Rodrigo a pour objectif d'en « faire le plus possible » avant de se lancer dans le Sour Tour. Fin 2022, tout en dévoilant son Spotify Wrapped, elle confirme que de nouvelles musiques sont en cours d'écriture. Le 8 janvier 2023, elle publie un clip contenant un morceau au piano sur son Instagram.
Début juin 2023, le site Web de Rodrigo est mis à jour avec un compte à rebours qui doit se terminer le 30 juin, date qu'elle avait également teasée fin mai. Le 13 juin, Rodrigo annonce officiellement le premier single de l'album, Vampire, dont la sortie est prévue le 30 juin, et révèle la pochette du single. Le 20 juin, elle révèle un autre Easter egg en laissant à ses fans un message de bienvenue sur une messagerie vocale, qui s'avère être le premier aperçu de Vampire en version instrumentale. Le 26 juin 2023, sa boutique en ligne révèle le titre officiel de l'album, Guts, et sa date de sortie. À la suite de cela, Rodrigo publie la pochette et annonce officiellement l'album sur les réseaux sociaux. Dans un communiqué, elle explique que l'album parle de « douleurs de grandir » et de se découvrir à ce stade de la vie. Elle a l'impression d'avoir « grandi de 10 ans entre 18 et 20 ans », un processus qu'elle décrit comme un élément naturel de la « croissance », qu'elle espère refléter avec le disque.
Rodrigo enregistre Guts tout en éprouvant « beaucoup de confusion, d'erreurs, de maladresse et de bonne vieille angoisse d'adolescent ». Décrit par elle comme une « capsule temporelle », le disque contient des ballades « déchirantes et cinématographiques » et des chansons  « ludiques et insouciantes », selon Vogue. Rodrigo s'est abstenu d'écrire des chansons pendant six mois après la sortie de Sour, afin qu'elle puisse « vivre normalement pour pouvoir écrire à ce sujet ». Le travail sur l'album se termine environ une semaine avant la sortie de Vampire. Dans une interview avec Zane Lowe pour Apple Music, Rodrigo revèle qu'elle a le titre en tête depuis l'époque de Sour. Il est influencé par les « contextes intéressants » dans lesquels elle a remarqué que les gens l'utilisent : « spill your guts, hate your guts (renversez vos tripes, détestez vos tripes) ».

## Musique et paroles
Guts est décrit comme un disque pop,, pop rock et indie rock. Selon le journaliste de la BBC Nick Levine, l'album contient des chansons pop rock « chargées d'émotion » qui résonnent à la fois auprès des pairs de la génération Z de Rodrigo et des générations plus âgées. Il présente une gamme sonore diversifiée de morceaux, allant de ballades délicates comme Lacy, où Rodrigo observe une rivale comme une « starlette éblouissante », avec des airs de guitare d'inspiration rétro. L'un de ces morceaux, The Ballad of a Homeschooled Girl, offre un portrait franc de la maladresse sociale, s'appuyant sur les expériences personnelles de Rodrigo en matière d'école à la maison lorsqu'elle était adolescente. Vampire évolue d'une ballade feutrée au piano à un opéra rock puissant. Les paroles capturent la façon dont sa génération parle et abordent des thèmes tels que l'amour, le chagrin et la découverte de soi. Sa collaboration avec le producteur Dan Nigro joue un rôle important dans le développement de l'album, fournissant des retours constructifs et contribuant à sa sonorité globale. Selon The AV Club, Guts propose un mélange d'éléments musicaux nostalgiques et contemporains, contribuant ainsi à l'attrait de l'album auprès d'un large public.

## Sortie et promotion
Guts sort le 8 septembre 2023, via CD, cassettes et plateformes de streaming, ainsi que trois éditions en box set,. Les précommandes de l'album commencent le 26 juin 2023. Des disques vinyles, dans diverses variantes colorées, sont également publiés, chacun étant disponible exclusivement sur la boutique en ligne de Rodrigo, Urban Outfitters, Walmart, Amazon ou HMV,,. Une édition CD et vinyle exclusive à Target de Guts avec une couverture alternative est également disponible.
La liste des chansons de l'album est dévoilée via un clip vidéo sorti le 26 juin 2023, qui comprend des indices destinés aux fans à décoder. Il met en vedette Rodrigo se relaxant dans une chambre, déballant des cartons et expérimentant divers appareils, notamment un clavier électrique et une machine à écrire rétro. Rodrigo dévoile la liste le lendemain. Elle publie une bande-annonce de l'album le 7 septembre 2023, qui parodie un publi-reportage et présente une narration de Mort Crim. La vidéo révèle quatre titres bonus, indiquant qu'une édition de luxe de Guts sera publiée,. Un site Internet dédié à l'album est également lancé. Rodrigo fait la couvertures des magazines Vogue, Rolling Stone et Interview,, Elle interprète Vampire et Get Him Back! sur le plateau de Today et aux MTV Video Music Awards 2023,.

### Illustration de couverture
Photographiée par Larissa Hoffman, la pochette standard de Guts représente Rodrigo allongé sur un sol violet, se mordant le pouce, tout en portant une robe noire à froufrous et un rouge à lèvres écarlate, avec quatre anneaux ornés de lettres épelant le titre de l'album sur ses doigts ; ses ongles sont peints avec du vernis à ongles noir écaillé,,. Comme pour son premier album Sour, le violet — cette fois dans une teinte plus foncée — est à nouveau la couleur dominante à travers les illustrations et le matériel promotionnel de Guts,,.

### Singles
Vampire, le premier single de Guts, sort le 30 juin 2023, via les plateformes de streaming, aux formats 7 pouces et CD single ; les deux derniers proposent en outre une version démo de la chanson,. Un clip vidéo de la chanson, réalisé par Petra Collins à Los Angeles, est mis en ligne sur la chaîne YouTube de Rodrigo simultanément à la sortie du single,. La chanson fait ses débuts au sommet du Billboard Hot 100 américain, devenant ainsi son troisième single numéro un. Il domine également les classements en Australie, au Canada, en Irlande, en Nouvelle-Zélande et au Royaume-Uni.
Bad Idea Right? est annoncé comme deuxième single via les réseaux sociaux le 8 août 2023 et sort quatre jours plus tard. Elle déclare que la chanson « montre une autre facette de Guts qui est un peu plus amusante et ludique ». Collins réalise également le clip de cette chanson. Il atteint le top 10 en Australie, aux États-Unis et au Royaume-Uni. La chanson atterri également au sommet du palmarès Billboard Hot Rock & Alternative Songs.
Get Him Back! doit initialement sortir en tant que troisième single le 15 septembre 2023. Le clip de la chanson est filmé avec un iPhone 15 Pro Max[pertinence contestée] et sort le 12 septembre 2023.

### Tournée
Le 13 septembre 2023, Rodrigo annonce sa deuxième tournée de concerts, le Guts World Tour, pour assurer la promotion de l'album. Composée de 57 dates à travers l'Amérique du Nord et l'Europe, la tournée débute le 23 février 2024 à Palm Springs (Californie) et se termine le 17 août 2024 à Los Angeles. The Breeders, Chappell Roan, PinkPantheress et Remi Wolf figurent en première partie. Avant son annonce, la tournée et son premier spectacle sont teasés dans un easter egg dans la vidéo avec paroles du morceau Making The Bed. Rodrigo déclare qu'elle a écrit Guts « avec une tournée en tête [...] ce sont toutes des chansons [qu'elle] voulait que les gens puissent crier dans une foule ». Une partie des bénéfices de la vente de billets est reversée à l'initiative Fund 4 Good de Rodrigo.

## Réception critique
Guts est salué par la critique. Chez Metacritic, qui attribue une note normalisée sur 100 aux notes des critiques professionnels, il reçoit une note moyenne pondérée de 90, sur la base de 20 avis. Rob Sheffield de Rolling Stone le surnomme un « classique instantané » avec certaines des « chansons les plus ambitieuses, intimes et désordonnées de Rodrigo à ce jour », prouvant qu'elle est « une voix qui est là pour rester et une auteure-compositrice construite pour durer ». Le critique du New York Times, Jon Caramanica, trouve l'album « poignant et fort » et esthétiquement « agité », présentant une musique qui « palpite avec la verve de quelqu'un qui a été boutonné et qui commence à se détacher ». À l'inverse, Poppie Platt du Daily Telegraph écrit une critique mitigée, selon laquelle Guts est principalement une simple continuation de Sour avec peu de croissance musicale ou lyrique.
Plusieurs critiques notent l'esprit des paroles de Rodrigo. Alexis Petridis du Guardian décrit Guts comme « aiguisé et plein d'esprit », et Ludovic Hunter-Tilney du Financial Times le qualifie d'album « post-Taylor-Swift pop à l'esprit vif » avec « du pop-punk et de l'emo adjacents et des ballades sans grandiloquence ». Le critique chevronné Robert Christgau salue l'album comme « un triomphe esthétique qui approfondit sa complexité psychologique avec des blagues divertissantes » et des « détails crédibles » sur les inhabituellement intéressantes « tribulations romantiques d'une jeune superstarlette ». Attribuant cela en partie au fait que Rodrigo est si « douée, célèbre et sympathique », il conclut qu'« elle est tellement douée dans ce qu'elle fait » tandis que l'album sert de modèle à suivre pour d'autres artistes.

## Liste des pistes
Toutes les chansons sont écrites et composées par 
- Olivia Rodrigo
- Dan Nigro

.
| Édition standard | Édition standard              | Édition standard | Édition standard | Édition standard | Édition standard | Édition standard | Édition standard | Édition standard | Édition standard |
| No               | Titre                         | Durée            |                  |                  |                  |                  |                  |                  |                  |
| ---------------- | ----------------------------- | ---------------- | ---------------- | ---------------- | ---------------- | ---------------- | ---------------- | ---------------- | ---------------- |
| 1.               | All-American Bitch            | 2:45             |                  |                  |                  |                  |                  |                  |                  |
| 2.               | Bad Idea Right?               | 3:04             |                  |                  |                  |                  |                  |                  |                  |
| 3.               | Vampire                       | 3:39             |                  |                  |                  |                  |                  |                  |                  |
| 4.               | Lacy                          | 2:57             |                  |                  |                  |                  |                  |                  |                  |
| 5.               | Ballad of a Homeschooled Girl | 3:23             |                  |                  |                  |                  |                  |                  |                  |
| 6.               | Making the Bed                | 3:18             |                  |                  |                  |                  |                  |                  |                  |
| 7.               | Logical                       | 3:51             |                  |                  |                  |                  |                  |                  |                  |
| 8.               | Get Him Back!                 | 3:31             |                  |                  |                  |                  |                  |                  |                  |
| 9.               | Love Is Embarrassing          | 2:34             |                  |                  |                  |                  |                  |                  |                  |
| 10.              | The Grudge                    | 3:09             |                  |                  |                  |                  |                  |                  |                  |
| 11.              | Pretty Isn't Pretty           | 3:19             |                  |                  |                  |                  |                  |                  |                  |
| 12.              | Teenage Dream                 | 3:42             |                  |                  |                  |                  |                  |                  |                  |
| 39:12            |                               |                  |                  |                  |                  |                  |                  |                  |                  |

| Guts - « G » red vinyle edition | Guts - « G » red vinyle edition | Guts - « G » red vinyle edition | Guts - « G » red vinyle edition | Guts - « G » red vinyle edition | Guts - « G » red vinyle edition | Guts - « G » red vinyle edition | Guts - « G » red vinyle edition | Guts - « G » red vinyle edition | Guts - « G » red vinyle edition |
| No                              | Titre                           | Durée                           |                                 |                                 |                                 |                                 |                                 |                                 |                                 |
| ------------------------------- | ------------------------------- | ------------------------------- | ------------------------------- | ------------------------------- | ------------------------------- | ------------------------------- | ------------------------------- | ------------------------------- | ------------------------------- |
| 13.                             | Obsessed (chanson cachée)       | 2:45                            |                                 |                                 |                                 |                                 |                                 |                                 |                                 |
| 41:57                           |                                 |                                 |                                 |                                 |                                 |                                 |                                 |                                 |                                 |

| Guts - « U » white vinyle edition | Guts - « U » white vinyle edition    | Guts - « U » white vinyle edition | Guts - « U » white vinyle edition | Guts - « U » white vinyle edition | Guts - « U » white vinyle edition | Guts - « U » white vinyle edition | Guts - « U » white vinyle edition | Guts - « U » white vinyle edition | Guts - « U » white vinyle edition |
| No                                | Titre                                | Durée                             |                                   |                                   |                                   |                                   |                                   |                                   |                                   |
| --------------------------------- | ------------------------------------ | --------------------------------- | --------------------------------- | --------------------------------- | --------------------------------- | --------------------------------- | --------------------------------- | --------------------------------- | --------------------------------- |
| 13.                               | Scared of My Guitar (chanson cachée) | 4:15                              |                                   |                                   |                                   |                                   |                                   |                                   |                                   |
| 43:27                             |                                      |                                   |                                   |                                   |                                   |                                   |                                   |                                   |                                   |

| Guts - « T » blue vinyl edition | Guts - « T » blue vinyl edition | Guts - « T » blue vinyl edition | Guts - « T » blue vinyl edition | Guts - « T » blue vinyl edition | Guts - « T » blue vinyl edition | Guts - « T » blue vinyl edition | Guts - « T » blue vinyl edition | Guts - « T » blue vinyl edition | Guts - « T » blue vinyl edition |
| No                              | Titre                           | Durée                           |                                 |                                 |                                 |                                 |                                 |                                 |                                 |
| ------------------------------- | ------------------------------- | ------------------------------- | ------------------------------- | ------------------------------- | ------------------------------- | ------------------------------- | ------------------------------- | ------------------------------- | ------------------------------- |
| 13.                             | Stranger (chanson cachée)       | Stanger                         |                                 |                                 |                                 |                                 |                                 |                                 |                                 |
| 42:24                           |                                 |                                 |                                 |                                 |                                 |                                 |                                 |                                 |                                 |

| Guts - « S » purple vinyl edition | Guts - « S » purple vinyl edition      | Guts - « S » purple vinyl edition | Guts - « S » purple vinyl edition | Guts - « S » purple vinyl edition | Guts - « S » purple vinyl edition | Guts - « S » purple vinyl edition | Guts - « S » purple vinyl edition | Guts - « S » purple vinyl edition | Guts - « S » purple vinyl edition |
| No                                | Titre                                  | Durée                             |                                   |                                   |                                   |                                   |                                   |                                   |                                   |
| --------------------------------- | -------------------------------------- | --------------------------------- | --------------------------------- | --------------------------------- | --------------------------------- | --------------------------------- | --------------------------------- | --------------------------------- | --------------------------------- |
| 13.                               | Girl I've Always Been (chanson cachée) | 2:00                              |                                   |                                   |                                   |                                   |                                   |                                   |                                   |
| 41:12                             |                                        |                                   |                                   |                                   |                                   |                                   |                                   |                                   |                                   |

## Classements hebdomadaires
| Classement (2023)                          | Meilleure place |
| ------------------------------------------ | --------------- |
| Allemagne (Media Control AG)               | 1               |
| Australie (ARIA)                           | 1               |
| Autriche (Ö3 Austria Top 40)               | 2               |
| Belgique (Flandre Ultratop)                | 1               |
| Belgique (Wallonie Ultratop)               | 4               |
| Canada (Canadian Albums Chart)             | 1               |
| Danemark (Tracklisten)                     | 3               |
| Écosse (OCC)                               | 1               |
| Espagne (Promusicae)                       | 1               |
| États-Unis (Billboard 200)                 | 1               |
| États-Unis (Top Alternative Albums)        | 1               |
| États-Unis (Top Rock & Alternative Albums) | 1               |
| Finlande (Suomen virallinen lista)         | 3               |
| France (SNEP)                              | 5               |
| Irlande (Irish Albums Chart)               | 1               |
| Italie (FIMI)                              | 3               |
| Norvège (VG-lista)                         | 1               |
| Nouvelle-Zélande (RIANZ)                   | 1               |
| Pays-Bas (Mega Album Top 100)              | 1               |
| Portugal (AFP)                             | 1               |
| Royaume-Uni (UK Albums Chart)              | 1               |
| Suède (Sverigetopplistan)                  | 1               |
| Suisse (Schweizer Hitparade)               | 2               |

## Certifications
| Région | Certification | Ventes/Streams |
| --- | ------------- | -------------- |
| France (SNEP) | Or            | 50 000*        |
| *Ventes selon la certification ^Mise en rayon selon la certification xNon précisé par la certification ‡ventes/streaming selon la certification |               |                |

## Historique des versions
| Région | Date             | Format(s)                                                       | Étiquette | Ref. |
| ------ | ---------------- | --------------------------------------------------------------- | --------- | ---- |
| Divers | 8 septembre 2023 | - Box set - cassette - CD - téléchargement - streaming - vinyle | Geffen    |      |